# Imbrius imitator
Imbrius imitator är en skalbaggsart som beskrevs av Holzschuh 2006. Imbrius imitator ingår i släktet Imbrius och familjen långhorningar. Inga underarter finns listade i Catalogue of Life.